# Canariola emarginata
Canariola emarginata är en insektsart som beskrevs av Newman, P.M. 1964. Canariola emarginata ingår i släktet Canariola och familjen vårtbitare. Inga underarter finns listade i Catalogue of Life.
Denna insekt förekommer med flera från varandra skilda populationer i södra Spanien. Den hittas i kulliga regioner och bergstrakter mellan 900 och 1750 meter över havet. Exemplaren vistas i buskskogar och skogar med träd som Quercus faginea, Quercus pyrenaica, svarttall, idegran, trubbhagtorn och Crataegus granatense.
Troligtvis påverkas beståndet av intensivt bruk av betesmarker, av bränder och av bekämpningsmedel. I regionen inrättades flera skyddszoner. Hela utbredningsområdet är maximal 20 000 km² stort. IUCN listar arten som nära hotad (NT).